# Rue de la Vieille-Draperie
La rue de la Vieille-Draperie, également appelée rue de la Draperie, est une ancienne rue de Paris située quartier de la Cité, aujourd'hui disparue.

## Situation
La rue de la Draperie, une des plus anciennes de Paris qui daterait du IVème siècle, appelée en 1313 rue de la Vieille Draperie, partait de la porte du Palais  (de la Barillerie) et allait jusqu'à la rue de la Juiverie, vis-à-vis de la rue des Marmousets
. 
Alors située dans l'ancien 9e arrondissement de Paris en 1812, il est indiqué que la rue de la Vieille-Draperie commence rue de la Juiverie et de la Lanterne et finit au Palais de justice. Les numéros de la rue sont rouges et les derniers numéros sont les nos 32 et 33.
La rue de la Vieille-Draperie était parallèle à la rue de la Calandre, située au sud. Les deux rues étaient reliées entre elles par les rues Saint-Éloi et aux Fèves.
Actuellement cette rue, disparue, se situerait sur le côté nord et à peu près en parallèle de la rue de Lutèce.

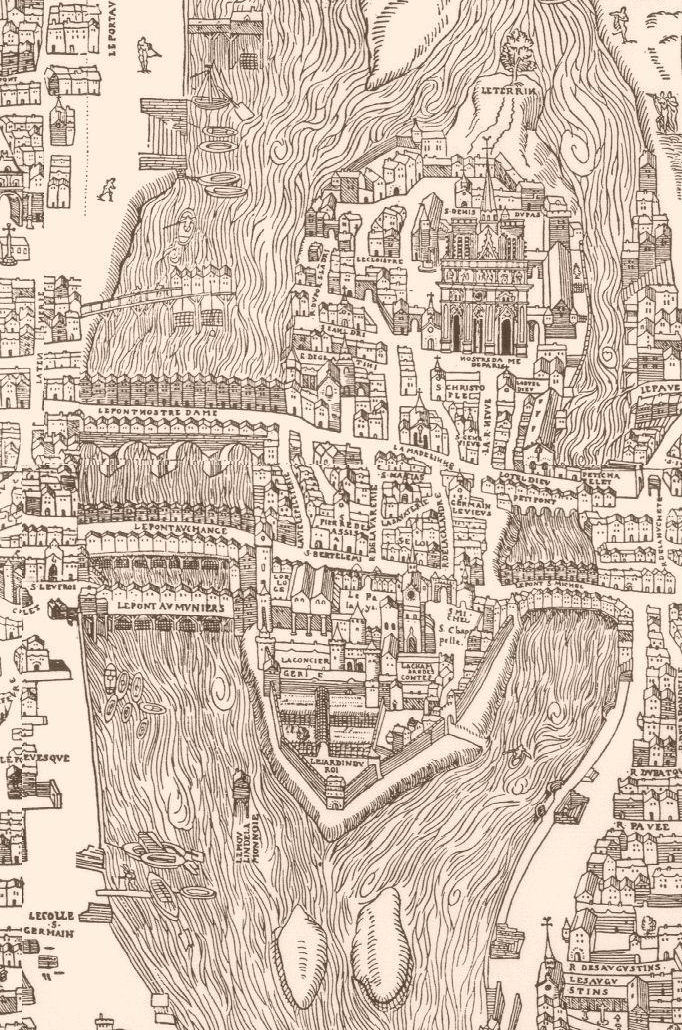
Plan « dit » de Bâle de l'île de la Cité en 1550.
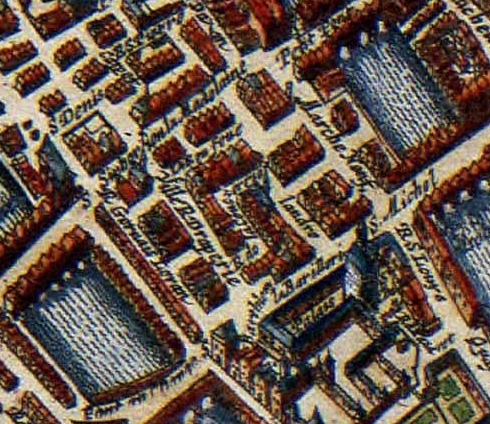
La rue de la Vieille-Draperie en 1657.
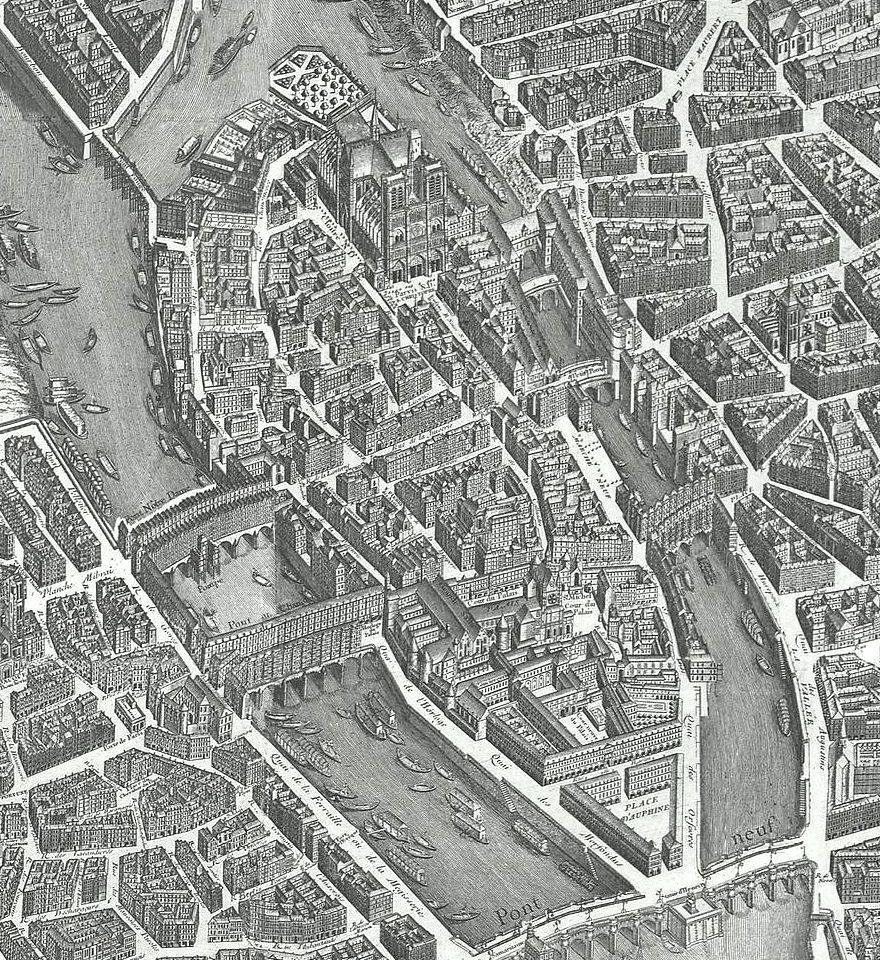
Plan de Turgot de 1739, extrait « Île de la Cité ».
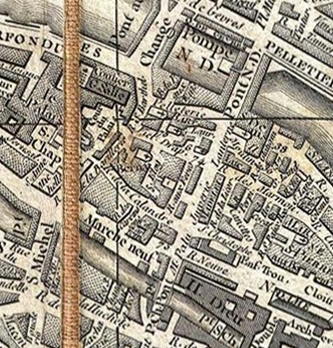
La rue de la Vieille-Draperie en 1780.
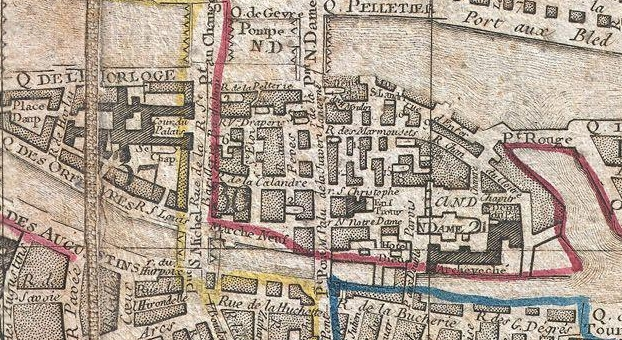
La rue de la Vieille-Draperie en 1797.
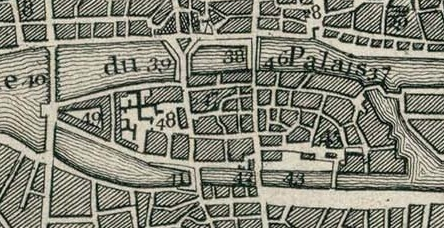
La rue de la Vieille-Draperie en 1800.

## Origine du nom
Elle porte ce nom car des drapiers y étaient installés.

## Historique
La rue de la Vieille-Draperie était l'une des plus vieilles rues de l'Île de la Cité.
Lorsque le Grand-pont (pont Notre-Dame) fut remplacé sous le règne de Robert-le-Pieux (996-1031) par le pont au Change plus solide, la circulation dans l'Île de la Cité entre les deux rives au lieu de continuer dans la rue de la Juiverie, passa par la rue de la Vieille-Draperie jusqu'à la reconstruction en pierre du pont Notre-Dame en 1512. 
.
Elle était habitée en partie par des Juifs, quand Philippe Auguste les en chassa, en 1183, pour y installer des drapiers auquel il donna 24 maisons contre une rente annuelle de 100 livres. La rue s’appelait alors Judoearia Pannificorum.
En 1293, elle prend le nom de « rue de la Draperie » ; en 1313, elle est connue sous le nom de « rue Viez-Draperie » et, au XVe siècle, sous le nom de « rue de la Vieille-Draperie ». La rue de la Draperie est citée dans l'ouvrage Le Dit des Rues de Paris, écrit vers 1280-1300, par Guillot de Paris.
Le prévôt des marchands de Paris, Étienne Marcel, habita rue de la Vieille-Draperie.
Au début du XVIe siècle, les travaux d'élargissement de la rue, du côté de la rue de la Juiverie, commencèrent pour être terminés en 1620. L'autre extrémité de la rue fut également élargie, plus tard, par ordonnances des 2 octobre 1672 et 23 juillet 1673.
La « rue de la Vieille-Draperie » renfermait deux églises, aujourd'hui démolies, Saint-Pierre-des-Arcis et Sainte-Croix.
Elle est citée sous le nom de « rue de la Vielle drapperie », dans un manuscrit de 1636.
En 1702, la rue, qui fait partie du quartier de la Cité, possède 46 maisons et 5 lanternes.
En juin 1787, une ordonnance prescrit la formation devant le palais de justice de Paris d'une place demi-circulaire qui prendra le nom de « place du Palais » où déboucherait une nouvelle rue, aboutissant dans la rue de la Juiverie (actuelle rue de Lutèce).
Le peintre Simon Mathurin Lantara (1729-1778), demeura dans cette rue à un moment de sa vie .
La « rue de la Vieille-Draperie » disparait en 1865, lors des travaux de percement de la rue de Constantine, actuellement rue de Lutèce.